# 한수늘어진패
한수 늘어진 패는 흑 또는 백돌의 어느 한 쪽에 한 수가 비어 있는 모양의 패다. 한 수 비어 있는 쪽은 한 수를 더 두어야 본패가 된다.